# 威爾地 (內華達州)
威爾地（英語：Verdi）是位於美國內華達州瓦肖縣的普查規定居民點。

## 歷史
威爾地的郵局自1869年營運至今。

## 人口
根據2020年美國人口普查的數據，威爾地的面積為8.89平方千米，當中陸地面積為8.58平方千米，而水域面積為0.30平方千米。當地共有人口1396人，而人口密度為每平方千米157.03人。